# Porsche 924

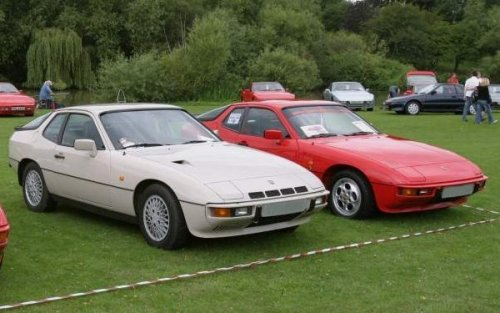
Porsche 924S (справа) и Porsche 924 Turbo (слева)

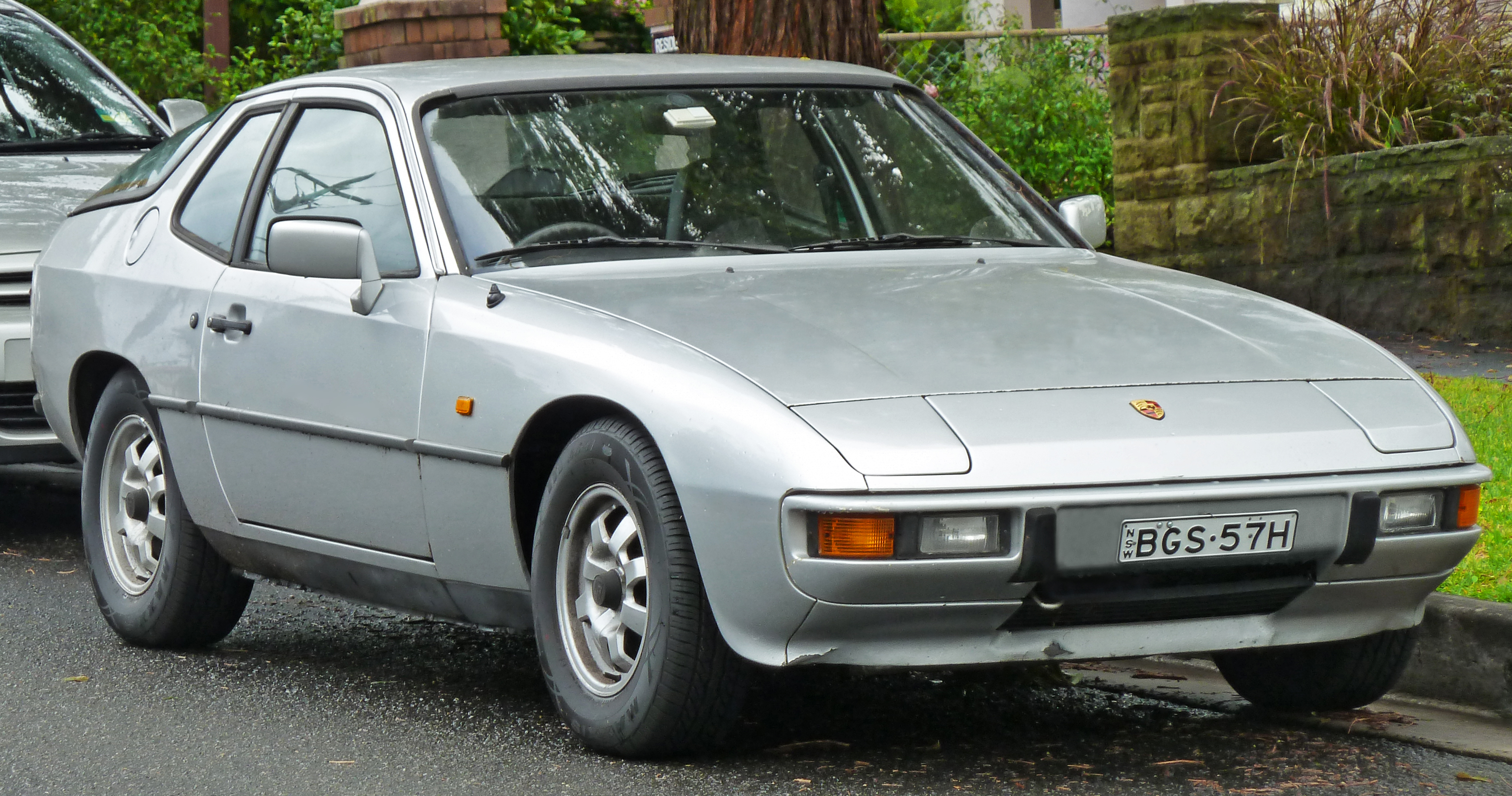
Porsche 924

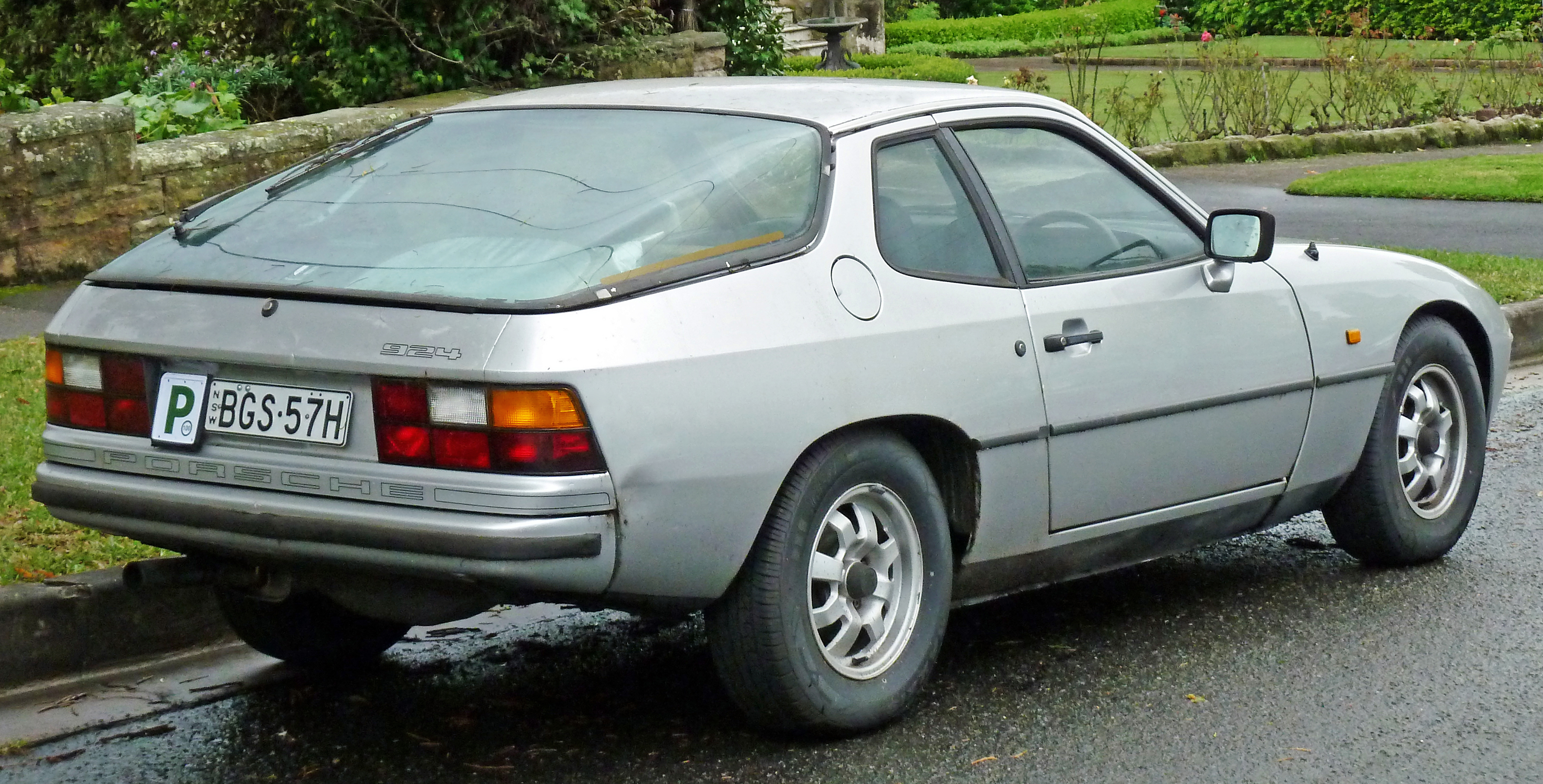
Porsche 924, вид сзади

Porsche 924 — спортивный автомобиль, выпускавшийся компанией Porsche в период с 1976 по 1988 год. Изначально разрабатывался концерном Volkswagen как преемник VW-Porsche 914, но был выпущен как отдельная модель спортивного автомобиля начального уровня. Для Porsche AG модель 924 была своеобразной революцией: расположение двигателя спереди, жидкостное охлаждение и трансмиссия типа Transaxle с разнесёнными двигателем и КПП ранее не применялись в автомобилях этой марки.
В дополнение к серийным автомобилям выпускались гоночные варианты Carrera GTS, Carrera GTP, Carrera GTR, участвовавшие в 24-часовой гонке Ле-Мана и в чемпионатах мира по гонкам на спорткарах.

## История
Нефтяной кризис 1973 года нанес серьёзный удар по автомобилестроению, но особенно это коснулось автомобилей премиального класса. Однако он не был единственной проблемой: с 1975 в США стала обязательной установка каталитических нейтрализаторов, которые заметно снижали мощность атмосферных двигателей и ещё больше увеличивал расход топлива.
Несмотря на большой успех модели Porsche 911, его конструкция уже в середине 1970-х устарела, поскольку была развитием Porsche 356, который был создан на базе Volkswagen Käfer.
Компания приняла решение о разработке принципиально нового автомобиля, который бы имел современную для середины 1970-х годов конструкцию, а также соответствовал бы требованиям к топливной экономичности и уровню вредных выбросов. Модель должна быть бюджетным спортивным автомобилем и стоить в полтора раза дешевле, чем Porsche 911, производство которого не планировалось сокращать. Так в 1976 году появился Porsche 924, первый в истории фирмы автомобиль, имеющий переднемоторную компоновку.
Автомобиль имел необычную для марки трансмиссию типа «трансэксл», благодаря чему была получена близкая к идеальной развесовка (примерно 52:48). Четырёхступенчатая МКПП (за доплату предлагалась также 3-х ступенчатая АКПП) была объединена в одном корпусе с задним редуктором (привод традиционно остался задним). 20-миллиметровый промежуточный вал для большей жёсткости заключили в трубу, соединяющую двигатель со сцеплением и трансмиссию.
Автомобиль не получил традиционного для марки оппозитного шестицилиндрового двигателя с воздушным охлаждением. Двигатель для нового автомобиля заимствовали у Audi 100, такой же двигатель стоял на Volkswagen модели LT с кузовом универсал, что поначалу вызвало волну негодования у поклонников марки. Четырёхцилиндровый 2.0-литровый двигатель мощностью 125 л. с. придавал автомобилю неплохую динамику, имел жидкостное охлаждение и верхневальный ГРМ, приводимый зубчатым ремнем, что было для тех лет наиболее прогрессивной конструкцией.
Для уменьшения аэродинамического сопротивления фары были выполнены скрытыми.
Подвеску тоже основательно переделали. Сзади появилась новая многорычажная схема с традиционными для Porsche торсионами в качестве упругих элементов. А вот спереди инженеры вновь отошли от привычной конструкции, использовав нехарактерные для марки пружины. Довершил картину рулевой механизм, лишённый гидроусилителя.
Выпуск Porsche 924 был налажен на бывшем заводе NSU в городе Неккарзульме, который тогда принадлежал Audi, а впоследствии отошёл VW Group.
В 1977 году в честь победы в Мировом Чемпионате в группах 5 и 6 была выпущена специальная серия автомобилей «Martini Edition», они окрашивались только в белый цвет и имели более богатую отделку.
924 Turbo
Porsche 924 часто критиковали в автомобильных изданиях за весьма среднюю динамику и вскоре назрела необходимость создания более мощной версии.
2.0-литровый двигатель Volkswagen был серьёзно доработан, были разработаны новые поршни, шатуны, коленвал и головка блока цилиндров. Степень сжатия была уменьшена до 7,5:1 для предотвращения детонации. После всех доработок двигатель развивал мощность 170 л. с. при 5500 об/мин.
Модель имела дисковые тормоза на всех колесах и 15-дюймовые колесные диски. На заказ были также доступны 16-дюймовые диски от модели 911. При этом можно было также заказать «экономную» версию с обычными тормозами от модели 924. Перед капотом были установлены воздухозаборники для охлаждения подкапотного пространства и передних тормозов. Эта модель считалась самой экономичной в мире среди спортивных машин.
Модель была представлена в 1978 году. Автомобиль также получил 5-ступенчатую МКПП и другие улучшения.
Машина выпускалась сравнительно недолго: выпуск модели 924 Turbo был прекращен в 1982 году, но на итальянском рынке автомобиль продавался до 1984 года.
За свой последний год производства модель 924 Turbo получила модифицированную подвеску и рулевое управление от модели 944. В июле 1981 года был выпущен также последний Porsche 924 с 125-сильным 2-литровым мотором, общий объём производства составил 137 500 штук.

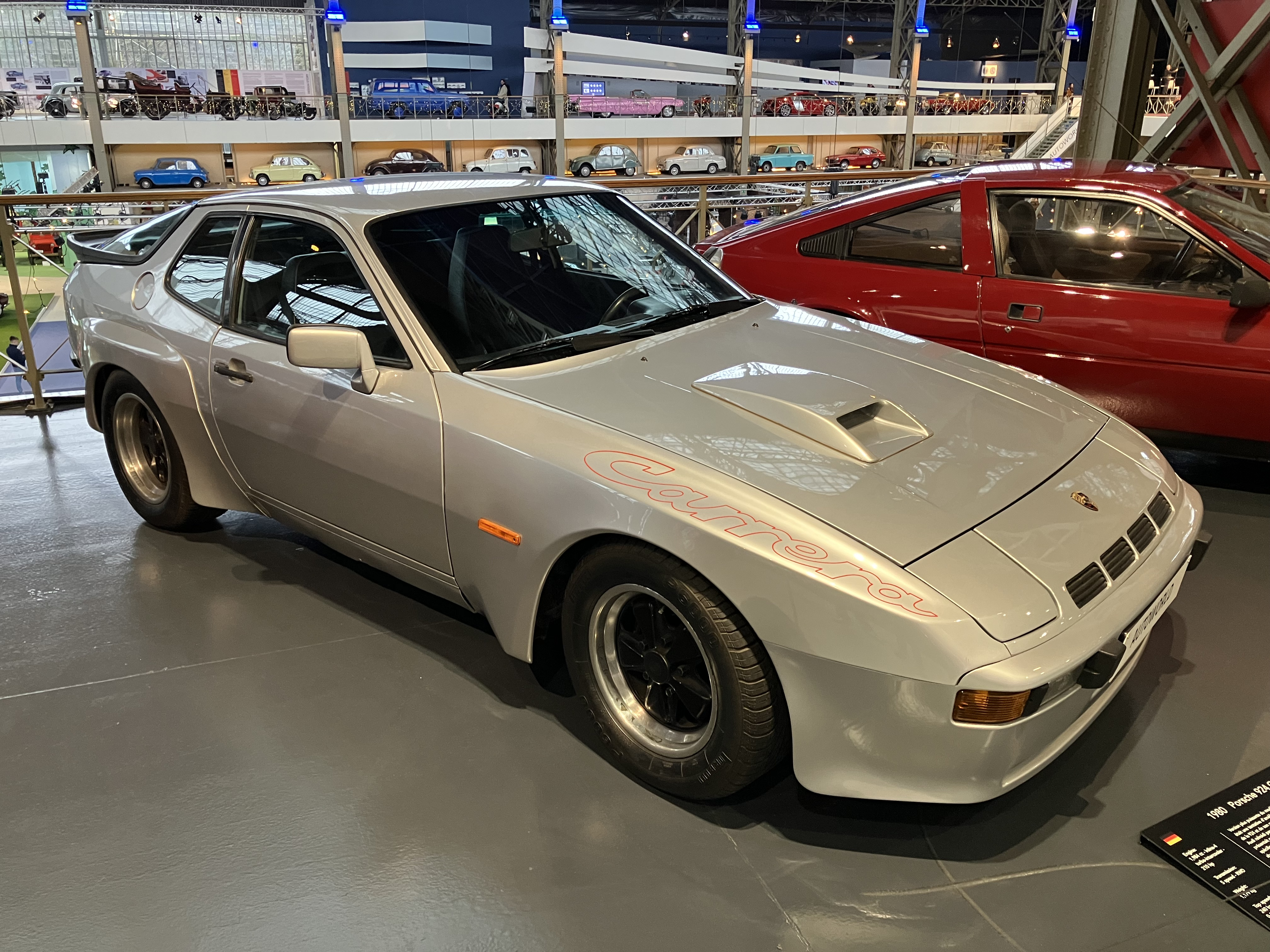
Porsche 924 Carrera GT
1 января 1980 года американец немецкого происхождения, Peter W. Schutz, избран исполнительным директором компании. Новая агрессивная политика подразумевала продолжение линии Porsche 911 и возвращение Porsche в Le Mans. В том же году был выпущен 100 000-й Porsche 924, таким образом было выполнено соглашение с VW-Audi от 1975 года. Была запущена в производство новая модель 944, она собиралась также на заводе в Неккарзульме.
В 1980 году была представлена модель 924 Carrera GT, которая оснащалась интеркулером, полиуретановыми передними и задними накладками на бамперы, увеличенным спойлером, дополнительными воздухозаборниками на капоте для охлаждения силового агрегата, форсунками омывателя лобового стекла с обогревателями и самим стеклом с разной степенью тонировки. Степень сжатия двигателя возросла до 8.5:1, а мощность до 210 л. с.
Версия Porsche 924 Carrera GTS развивала мощность 245 л. с.

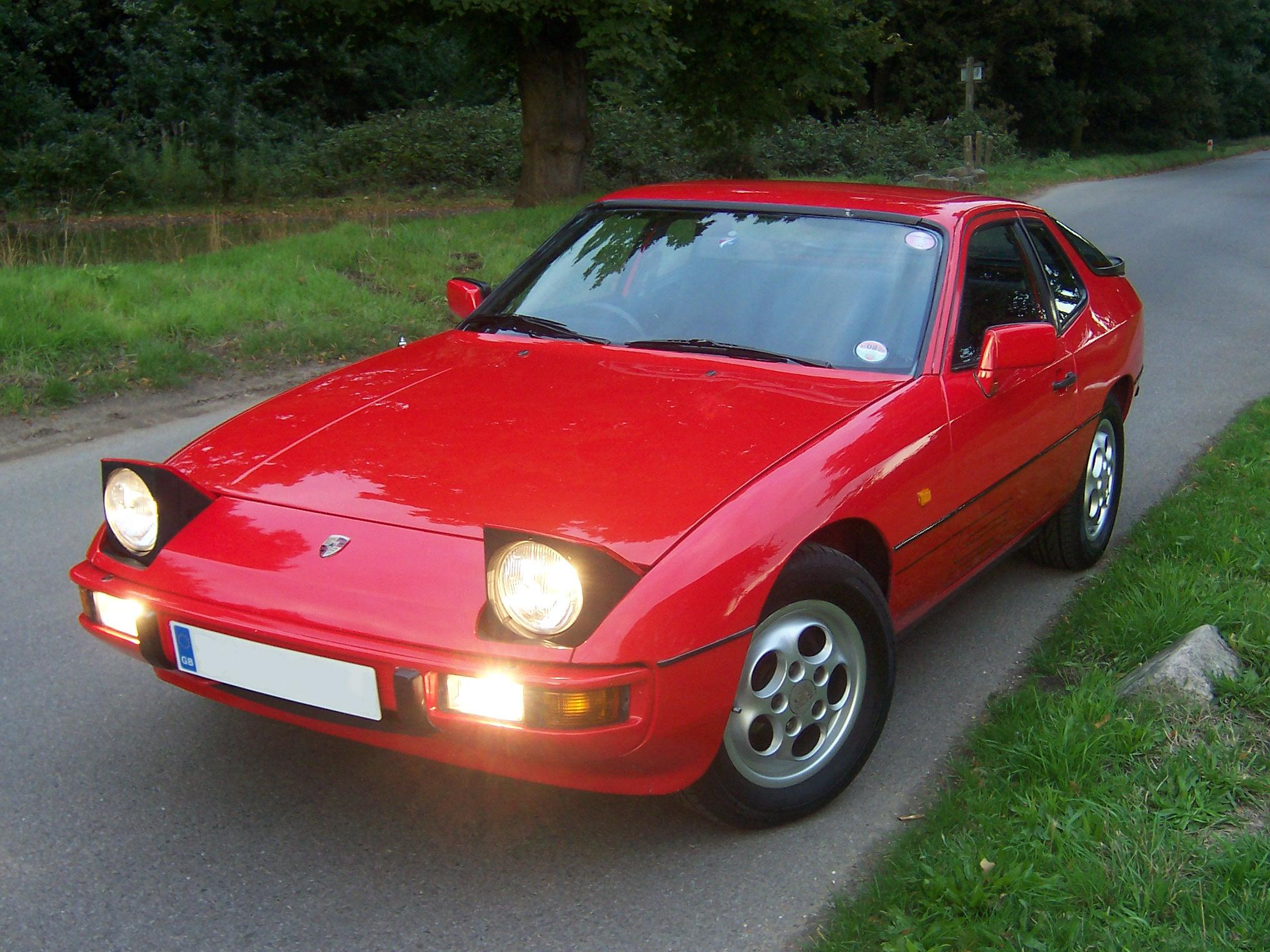
Porsche 924S

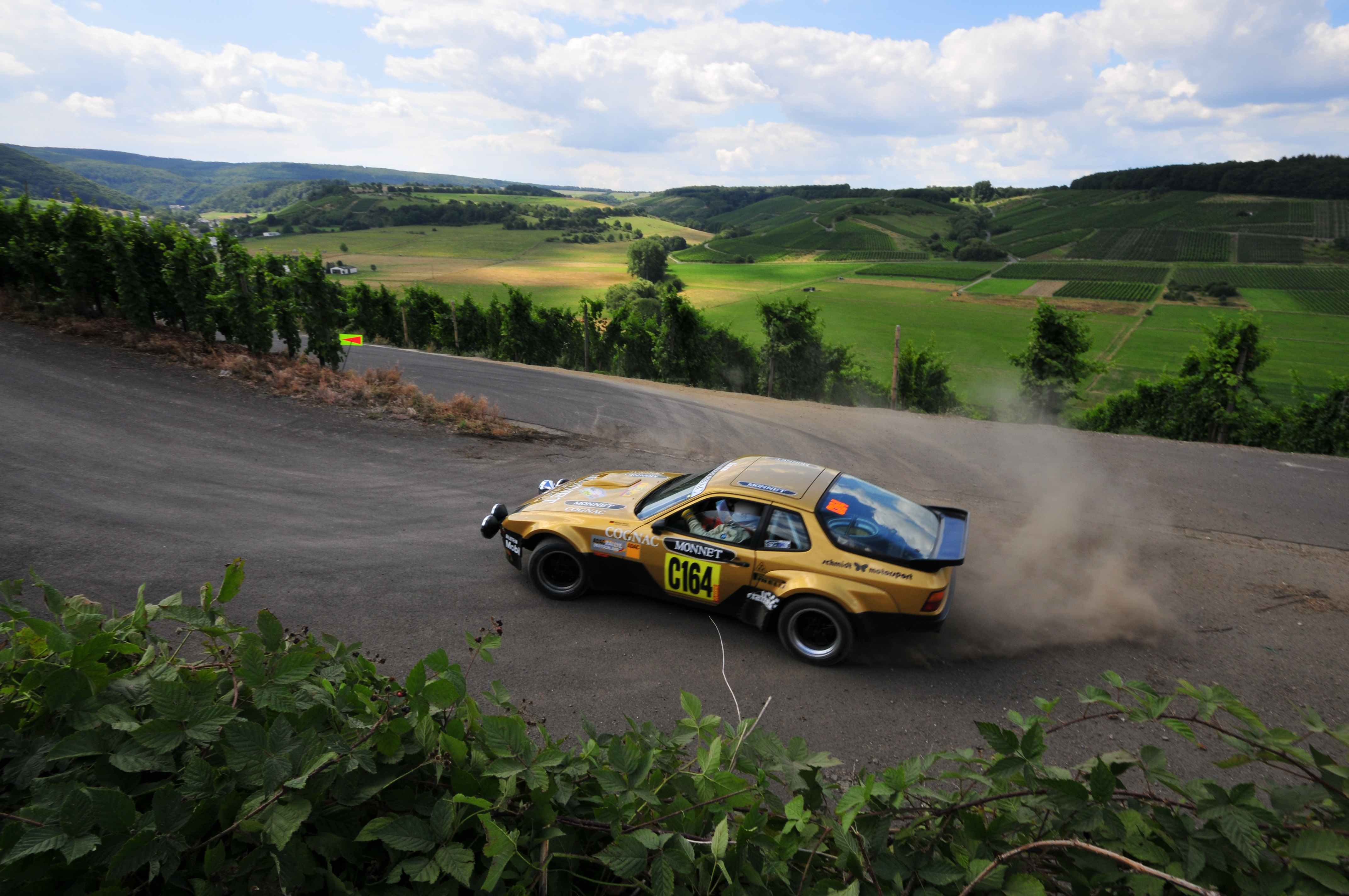
Вальтер Рёрль за рулем Porsche 924 GTS

В 1984 году Volkswagen снял 2.0-литровый двигатель с производства, оставив таким образом модель 924 без двигателя.
С 1982 года начат выпуск модификации 924S с 2,5-литровым двигателем мощностью 150 л. с. который представлял собой слегка дефорсированный двигатель от модели Porsche 944. Интерьер салона претерпел лишь незначительные изменения, однако были сохранены оригинальные приборы с жёлтыми надписями от VW. В передней и задней подвесках 924S были использованы алюминиевые рычаги от модели 944, также были применена новая конструкция крепления трансмиссии, улучшенная система смазки двигателя, больший топливный бак и более тихий стартёр.
После прекращения выпуска 924 Turbo, модель 924S получила салон от модели 944, полиуретановый спойлер на заднее стекло и дополнительную шумоизоляцию. Объёмы производства выросли, увеличилась прибыль.
Для усиления своих позиций в США Porsche открывает дочернее предприятие Porsche Cars North America (PCNA) в городе Рино с 96 % своего капитала. Это был самый доступный спортивный автомобиль в США, по цене немногим более 20 000 долларов.
В 1988 году производство Porsche 924S было прекращено. Модель 924 прожила в производственной программе Porsche чуть более 10 лет.

## Технические характеристики
Porsche 924 производился с 1976 по 1988 год в следующих версиях:
| Porsche 924:                  | 924                                                                                 | 924 S (до 1987 г.)                                                             | 924 S (1988 г.)                                                                | 924 Turbo Typ 931 (до 1981 г.)                                                 | 924 Turbo Typ 931 (с 1981 г.)                                                  | 924 Carrera GT Typ 937                                                         |
| ----------------------------- | ----------------------------------------------------------------------------------- | ------------------------------------------------------------------------------ | ------------------------------------------------------------------------------ | ------------------------------------------------------------------------------ | ------------------------------------------------------------------------------ | ------------------------------------------------------------------------------ |
| Двигатель:                    | Рядный четырёхцилиндровый двигатель (четырёхтактный)                                | Рядный четырёхцилиндровый двигатель (четырёхтактный)                           | Рядный четырёхцилиндровый двигатель (четырёхтактный)                           | Рядный четырёхцилиндровый двигатель с турбонаддувом (четырёхтактный)           | Рядный четырёхцилиндровый двигатель с турбонаддувом (четырёхтактный)           | Рядный четырёхцилиндровый двигатель с турбонаддувом (четырёхтактный)           |
| Рабочий объём:                | 1984 см³                                                                            | 2479 см³                                                                       | 2479 см³                                                                       | 1984 см³                                                                       | 1984 см³                                                                       | 1984 см³                                                                       |
| Диаметр × Ход поршня:         | 86,5 × 84,4 мм                                                                      | 100,0 × 78,9 мм                                                                | 100,0 × 78,9 мм                                                                | 86,5 × 84,4 мм                                                                 | 86,5 × 84,4 мм                                                                 | 86,5 × 84,4 мм                                                                 |
| Максимальная мощность:        | 92 кВт (125 л. с.) при 5800 об/мин                                                  | 110 кВт (150 л. с.) 5800 об/мин                                                | 118 кВт (160 л. с.) при 5900 об/мин                                            | 125 кВт (170 л. с.) при 5500 об/мин                                            | 130 кВт (177 л. с.) при 5500 об/мин                                            | 154 кВт (210 л. с.) при 6000 об/мин                                            |
| Максимальный крутящий момент: | 165 Н·м 3500                                                                        | 190 Н·м 3000                                                                   | 210 Н·м 4500                                                                   | 245 Н·м 3500                                                                   | 250 Н·м 3500                                                                   | 280 Н·м 3500                                                                   |
| Степень сжатия:               | 9,3 : 1                                                                             | 9,7 : 1                                                                        | 10,2 : 1                                                                       | 7,5 : 1                                                                        | 8,5 : 1                                                                        | 8,5 : 1                                                                        |
| ГРМ:                          | OHC                                                                                 | OHC                                                                            | OHC                                                                            | OHC                                                                            | OHC                                                                            | OHC                                                                            |
| Охлаждение:                   | Жидкостное                                                                          | Жидкостное                                                                     | Жидкостное                                                                     | Жидкостное                                                                     | Жидкостное                                                                     | Жидкостное                                                                     |
| Трансмиссия:                  | МКПП 4-ступенчатая с 1980 г.: МКПП 5-ступенчатая, АКПП, 3-ступенчатая задний привод | 5-ступенчатая, задний привод                                                   | 5-ступенчатая, задний привод                                                   | 5-ступенчатая, задний привод                                                   | 5-ступенчатая, задний привод                                                   | 5-ступенчатая, задний привод                                                   |
| Тормоз:                       | Передние - дисковые / задние - барабанные                                           | Дисковые (вентилируемые)                                                       | Дисковые (вентилируемые)                                                       | Дисковые (вентилируемые)                                                       | Дисковые (вентилируемые)                                                       | Дисковые (вентилируемые)                                                       |
| Передняя подвеска:            | Независимая, на поперечных рычагах                                                  | Независимая, на поперечных рычагах                                             | Независимая, на поперечных рычагах                                             | Независимая, на поперечных рычагах                                             | Независимая, на поперечных рычагах                                             | Независимая, на поперечных рычагах                                             |
| Задняя подвеска:              | Независимая, на диагональных рычагах                                                | Независимая, на диагональных рычагах                                           | Независимая, на диагональных рычагах                                           | Независимая, на диагональных рычагах                                           | Независимая, на диагональных рычагах                                           | Независимая, на диагональных рычагах                                           |
| Упругий элемент (спереди):    | Амортизаторные стойки                                                               | Амортизаторные стойки                                                          | Амортизаторные стойки                                                          | Амортизаторные стойки                                                          | Амортизаторные стойки                                                          | Амортизаторные стойки                                                          |
| Упругий элемент (сзади):      | Торсионы, с телескопическим амортизатором                                           | Торсионы, с телескопическим амортизатором                                      | Торсионы, с телескопическим амортизатором                                      | Торсионы, с телескопическим амортизатором                                      | Торсионы, с телескопическим амортизатором                                      | Торсионы, с телескопическим амортизатором                                      |
| Кузов:                        | несущий стальной кузов Carrera GT: пластиковые передние и задние колесные арки      | несущий стальной кузов Carrera GT: пластиковые передние и задние колесные арки | несущий стальной кузов Carrera GT: пластиковые передние и задние колесные арки | несущий стальной кузов Carrera GT: пластиковые передние и задние колесные арки | несущий стальной кузов Carrera GT: пластиковые передние и задние колесные арки | несущий стальной кузов Carrera GT: пластиковые передние и задние колесные арки |
| Колея передние/задние:        | 1418/1372 мм                                                                        | 1419/1393 мм                                                                   | 1419/1393 мм                                                                   | 1418/1392 мм                                                                   | 1418/1392 мм                                                                   | 1477/1476 мм                                                                   |
| Колёсная база:                | 2400 мм                                                                             | 2400 мм                                                                        | 2400 мм                                                                        | 2400 мм                                                                        | 2400 мм                                                                        | 2400 мм                                                                        |
| Шины:                         | 165 HR14 5,5J × 14 c 1978 года: 185/70 HR14 6J × 14                                 | 195/65 VR15 6J × 15                                                            | 195/65 VR15 6J × 15                                                            | 185/70 VR15 6J × 15                                                            | 185/70 VR15 6J × 15                                                            | 215/60 VR15 7J × 15                                                            |
| Габариты (ДxШхВ):             | 4213 × 1685 × 1270 мм                                                               | 4213 × 1685 × 1270 мм                                                          | 4213 × 1685 × 1270 мм                                                          | 4213 × 1685 × 1270 мм                                                          | 4213 × 1685 × 1190 мм                                                          | 4230 × 1735 × 1270 мм                                                          |
| Снаряжённая масса:            | 1080 кг с 1978 года: 1130 кг                                                        | 1190 кг                                                                        | 1190 кг                                                                        | 1180 кг                                                                        | 1180 кг                                                                        | 1180 кг                                                                        |
| Максимальная скорость:        | 204 км/ч                                                                            | 215 км/ч                                                                       | 220 км/ч                                                                       | 225 км/ч                                                                       | 230 км/ч                                                                       | 240 км/ч                                                                       |
| Разгон 0–100 км/ч:            | 9,6 с                                                                               | 8,5 с                                                                          | 8,2 с                                                                          | 7,8 с                                                                          | 7,7 с                                                                          | 6,9 с                                                                          |

## Количество произведённых автомобилей

### 924
| Год   | Кол-во  | Остальной мир | США   | Япония |
| ----- | ------- | ------------- | ----- | ------ |
| 1976  | 5145    | 5144          | 1120  |        |
| 1977  | 25596 * | 17675         | 7496  | 425    |
| 1978  | 21562   | 9474          | 11638 | 450    |
| 1979  | 20619   | 10475         | 9636  | 508    |
| 1980  | 12794 † | 9094          | 3700  |        |
| 1981  | 11824 ‡ | 9669          | 2155  |        |
| 1982  | 10091   | 7814          | 2277  |        |
| 1983  | 5785    | 5785          |       |        |
| 1984  | 4659    | 4659          |       |        |
| 1985  | 3214    | 3214          |       |        |
| Всего | 121289  | 83004         | 36902 | 1383   |

* включая 3000 машин серии "Martini" 

† включая 1030 машин серии "Le Mans" 

‡ включая 1015 машин серии "50 Jahre Porsche/Weissach".

### 924 Turbo (931 LHD, 932 RHD)
| Год   | Кол-во | Остальной мир | США    | Япония |
| ----- | ------ | ------------- | ------ | ------ |
| 1979  | 2932   | 1982          | 950    |        |
| 1980  | 5243   | 1803          | 3440   |        |
| 1981  | 3312   | 1783          | 1529 * | 1529 * |
| 1982  | 1819   |               | 876    | 943    |
| 1983  | 310    | 310 †         |        |        |
| Всего | 13616  | 5568          | 6795   | 943    |

* сумма автомобилей для США и Японии
† автомобили, продававшиеся только в Италии

### 924 Carrera GT (937/938)
| Год  | Кол-во | Германия | Великобритания | Остальной мир | Заметки           |
| ---- | ------ | -------- | -------------- | ------------- | ----------------- |
| 1980 | 406    | 200      | 75             | 131           | включая прототипы |

### 924S
| Год   | Кол-во | Остальной мир | США  | Заметки                                  |
| ----- | ------ | ------------- | ---- | ---------------------------------------- |
| 1986  | 3536   | 3536          |      |                                          |
| 1987  | 8940   | 1993          | 6947 |                                          |
| 1988  | 4193   | 2003          | 2190 | производство завершилось в сентябре 1988 |
| Всего | 16669  | 7532          | 9137 |                                          |

### 924 спецвыпуски
| Год   | Тип              | Кол-во | Заметки                                                                                    |
| ----- | ---------------- | ------ | ------------------------------------------------------------------------------------------ |
| 1978  | 924 Rallye Turbo | 4      | Одна из этих моделей была куплена в Австралии. Находилась в частном владении в Квинсленде. |
| 1979  | 924 Rallye Turbo | 1      |                                                                                            |
| 1979  | 924 SCCA         | 16     | для рынка США                                                                              |
| 1979  | 924 Group 4      | 1      | модернизированная дорожная версия                                                          |
| 1980  | 924 Le Mans GTP  | 4      |                                                                                            |
| 1981  | 924 Carrera GTS  | 59     |                                                                                            |
| 1981  | 924 Carrera GTR  | 17     |                                                                                            |
| Всего |                  | 101    |                                                                                            |